# Тыкин, Ян Августович
Ян Августович Тыкин, Янис Тыкинс (1895—1974) — генерал-майор Красной Армии, участник Первой мировой, Гражданской и Великой Отечественной войн, полный Георгиевский кавалер (1916), доцент.

## Биография
Родился 26 сентября 1895 года в Риге.
28 марта 1914 года был призван на военную службу воинским начальником Венденского округа Лифляндской губернии и зачислен рядовым в запасный батальон лейб-гвардии Преображенского полка. 16 апреля того же года переведён в учебную команду. 14 декабря успешно окончил её и произведен в унтер-офицеры. В январе 1915 года убыл на Западный фронт. За боевые подвиги был награжден 4 Георгиевскими крестами, а 18 апреля 1916 года — произведён в прапорщики. В декабре 1916 года после нескольких ранений эвакуирован в Киев. После выздоровления и освидетельствования медкомиссией был направлен в Петроград в запасный батальон лейб-гвардии Преображенского полка, где был назначен начальником сортировочной команды раненых и больных солдат. За подавление Корниловского мятежа приказом от 10 августа 1917 года произведён в подпоручики. Однако затем он был арестован Временным правительством «за подготовку вооруженного восстания и снабжение рабочих оружием» и заключен в Петропавловскую крепость, где находился до Октябрьской революции

### В РККА
В ноябре 1917 года вступил в Красную гвардию, был одним из первоорганизаторов отрядов Красной гвардии в Петрограде. В 1918 году пошёл на службу в Красную Армию. Участвовал в боях Гражданской войны, был комиссаром 2-й бригады 18-й стрелковой дивизии, затем военным комиссаром 2-й батареи 2-го дивизиона Латышской дивизии, помощником военного комиссара, военным комиссаром отдельного сводного дивизиона Богучарской бригады.
17 декабря 1920 года, когда одно из формирований Нестора Махно напало на село Андреевка, где находились в это время обозы Богучарской бригады, и предложило сопровождающим сдать оружие, Тыкин отказался и открыл огонь, убив нескольких махновцев, после чего направился в деревню Гришино, где организовал оборону. Помимо этого, ему также удалось передать информацию о махновцах в Харьков начальнику Северной группы войск и начальнику бронепоездов, благодаря чему те организовали охрану железных дорог. Приказом Революционного Военного Совета Республики № 178 от 8 мая 1921 года Ян Тыкин был награждён орденом Красного Знамени РСФСР.
После окончания войны продолжил службу в Красной Армии. В 1924 году окончил Харьковские курсы усовершенствования политсостава, в 1932 году — курсы усовершенствования командного состава зенитной артиллерии, в 1936 году — Военную академию имени М. В. Фрунзе. Участвовал в Гражданской войне в Испании. С июня 1939 года преподавал в Военной академии имени М. В. Фрунзе, был доцентом, начальником факультета.
Участвовал в боях Великой Отечественной войны, командовал Закавказской зоной ПВО. В декабре 1941 года был назначен начальником Управления ПВО Закавказского фронта, в июне 1942 года — заместителем командующего Горьковским корпусным районом ПВО, в мае 1943 года — заместителем по противовоздушной обороне командующего артиллерией Карельского фронта. В марте 1944 года был переведён помощником по противовоздушной обороне начальника Центрального управления ВОСО РККА. В декабре 1945 года в звании генерал-майора был уволен в запас. Проживал в Риге. Скончался 8 сентября 1974 года. Похоронен на кладбище Райниса.
Был награждён двумя орденами Ленина (26.07.1937, 21.02.1945) и четырьмя орденами Красного Знамени (8.05.1921, 31.10.1930, 28.10.1937, 4.11.1944), рядом медалей.